# Svizzera all'Eurovision Song Contest 1983
La Selezione Svizzera per l'Eurofestival 1983 si svolse a Zurigo il 26 marzo 1983 presentata da Marie-Therese Gwerder.

## Canzoni in ordine di classifica
| Posizione | Canzone                       | Artista                               |
| 1.        | Io così non ci sto            | Mariella Farré                        |
| 2.        | Mona Lisa                     | Angela                                |
| 3.        | Odulidam                      | Manuela Felice                        |
| 4.        | Vivo in un mundo              | Nando Morandi & I Centrocittà         |
| 5.        | Il faut juste vivre           | Claude Lander                         |
| 6.        | D'äenglischübig Canzone amara | Christian Hunziker Ray & Corry Knobel |
| 8.        | Elle était folle              | Alexandre Castel                      |
| 9.        | Dis-moi tout                  | Daniela Simons                        |